# V2 (hastighet)
V2 "Takeoff Safety Speed" är den fart ett flermotorigt flygplan skall hålla under den första fasen av utflygningen efter lättning, sedan landstället fällts in, för att kunna stiga med en viss minsta stiggradient upp till 400 ft med en motor ur funktion, om det fått motorbortfall i starten efter V1.
För ett tvåmotorigt flygplan i kategorin stora passagerarflygplan skall stiggradienten vara minst 2,4% (2,4 m höjdvinst per 100 m längs marken i vindstilla), för ett tremotorigt minst 2,7% och för ett fyrmotorigt minst 3,0%. Kraven på minsta stiggradient för lätta flygplan (commuter aeroplanes) är något lägre (2,0%, 2,3% respektive 2,6%).